# Jean-François Joly de Fleury
Jean-François Joly de Fleury (ur. 7 czerwca 1718 w Paryżu, zm. 12 grudnia 1802 tamże) – francuski polityk, generalny kontroler finansów (21 V 1781-29 III 1783).
Jean-François Joly de Fleury pochodził z rodziny radców parlamentarnych z Burgundii. W latach (1749-1761) był intendentem Dijon.
Jako generalny kontroler finansów, próbował ratować skarb Francji rozpisując pożyczki państwowe w wysokości 273 milionów liwrów i  nakładając podatek vingtième (lipiec 1782). Do dymisji Joly’ego doprowadził m.in. minister wojny markiz de Ségur odmawiając redukcji wydatków jego departamentu, mimo iż wojna w Ameryce, w której Francja wspierała kolonistów zakończyła się w 1783 r.